# SKUT
SKUT, ook wel Tijdschrift SKUT, is een online platform voor literatuur, kritiek en dialoog. Kenmerkend voor het platform is dat er op verschillende manieren geëxperimenteerd wordt met dialogische vormen van literatuurkritiek. 
In 2018 publiceerde SKUT een kettingbrief over de controverse rond het oorlogsverleden van Lucebert, waarin schrijvers, academici, theatermakers en critici in dialoog treden over de literaire en maatschappelijke consequenties van Luceberts flirt met het nazisme. Bij Uitgeverij Oevers kwam deze kettingbrief in 2019 uit in boekvorm onder de titel Door de schaduwen bestormd, waarin ook een interview met Lucebert-biograaf Wim Hazeu is opgenomen, en een aantal essays van onder andere Piet Gerbrandy, Cyrille Offermans, Sander Bax, Huub Beurskens en Elsbeth Etty.
In 2020 werd naar aanleiding van de 4 mei-rede van Arnon Grunberg een kettingbrief 'Over herdenken' gestart, waarin schrijvers als Esther Edelmann, Frans-Willem Korsten, Sara Polak en Anja Meulenbelt gezamenlijk reflecteren op vragen als: welke vorm zou herdenken aan moeten nemen? Wat is de functie van herdenken? Is die er eigenlijk wel? Wie en wat moeten we eigenlijk herdenken en waarom? 
Op het platform worden verder experimentele 'dialogische recensies' gepubliceerd, waarin twee schrijvers één boek bespreken en reageren op elkaars kritieken. 
SKUT werd in 2015 opgericht door Tommy van Avermaete, Fyke Goorden, Thomas Baaij, Ilsa Posthuma en Jeroen Jochems. De huidige redactie bestaat uit Yi Fong Au, Pablo Kattenberg, Leon Kleinveld, Benjamin Schoonenberg, Youna Mulock Houwer en Lies Kelder.

## Stichting SKUT
Sinds 11 maart 2024 is tijdschrift SKUT verbonden aan stichting SKUT.